# (362) Havnia
(362) Havnia ist ein Asteroid des mittleren Hauptgürtels, der am 12. März 1893 vom französischen Astronomen Auguste Charlois am Observatoire de Nice bei einer Helligkeit von 11 mag entdeckt wurde.
Der Asteroid ist wahrscheinlich benannt nach Kopenhagen, der Hauptstadt Dänemarks. Der lateinische Name lautet Hafnia. Julius Bauschinger, der Direktor des Astronomischen Rechen-Instituts in Berlin, veröffentlichte 1901 die Namen von 34 von Charlois entdeckten Asteroiden zwischen den Nummern (356) und (451). Im Text heißt es lediglich: „Nach Zustimmung des Herrn Charlois haben folgende von ihm entdeckten… Planeten nachstehende Namen erhalten.“ Es liegt daher nahe, dass die Namen vom Astronomischen Rechen-Institut ausgewählt wurden.

## Wissenschaftliche Auswertung
Eine Auswertung von Beobachtungen durch das Projekt NEOWISE im nahen Infrarot führte 2011 für (362) Havnia zu vorläufigen Werten für den Durchmesser und die Albedo im sichtbaren Bereich von 89,2 km bzw. 0,06. Nachdem die Werte nach neuen Messungen mit NEOWISE 2012 auf 92,0 km bzw. 0,05 geändert worden waren, wurden sie 2014 auf 85,3 km bzw. 0,06 korrigiert. Nach der Reaktivierung von NEOWISE im Jahr 2013 und Registrierung neuer Daten wurden die Werte 2016 angegeben mit 89,6 km bzw. 0,04, diese Angaben beinhalten aber hohe Unsicherheiten.
Eine spektroskopische Untersuchung von 820 Asteroiden zwischen November 1996 und September 2001 am La-Silla-Observatorium in Chile ergab für (362) Havnia eine taxonomische Klassifizierung als Caa- bzw. Ch-Typ.
Photometrische Messungen des Asteroiden fanden erstmals statt vom 3. bis 5. Dezember 1978 am Table Mountain Observatory in Kalifornien. Aus der unter schwierigen Bedingungen aufgezeichneten Lichtkurve wurde eine Rotationsperiode von etwa 18 h abgeschätzt. Genauere Ergebnisse brachten Beobachtungen an der Goat Mountain Astronomical Research Station (GMARS) und am Santana Observatory in Kalifornien vom 6. bis 20. April 2009, wo eine detaillierte Lichtkurve mit einer Periode von 16,92 h registriert werden konnte. Vom 16. bis 19. Januar 1996 wurden an der Außenstelle Tshuhujiw des Charkiw-Observatoriums in der Ukraine erneut Messungen durchgeführt, die auch zu dieser Rotationsperiode passten.
Aus den archivierten Beobachtungsdaten in Verbindung mit neuen Messungen am 12. November 2007 und vom 6. bis 8. Februar 2013 am Astronomischen Observatorium Yunnan in China wurde in einer Untersuchung von 2015 erstmals ein dreidimensionales Gestaltmodell des Asteroiden für zwei alternative Positionen der Rotationsachse mit prograder Rotation und einer Periode von 16,9189 h berechnet.
Archivierte Lichtkurven aus dem Zeitraum 1978 bis 2020 und Beobachtungsdaten einer Sternbedeckung durch den Asteroiden vom 7. Januar 2017 ermöglichten in einer Untersuchung von 2021 die Bestimmung von zwei alternativen Rotationsachsen mit prograder Rotation. Außerdem wurde eine Rotationsperiode von 16,92665 h, ein Durchmesser von etwa 92 km und eine Albedo von 0,04 abgeleitet.
Aus terrestrischen Beobachtungsdaten vom 3. Oktober bis 11. Dezember 2015 des Astronomischen Observatoriums der Adam-Mickiewicz-Universität Posen in Polen in Verbindung mit weiteren Daten der Raumsonde Gaia aus dem Zeitraum Juli 2015 bis Februar 2016 konnte in einer Untersuchung von 2022 für (362) Havnia eine Rotationsperiode von 16,9327 h bestimmt werden.